# Состояние (фильм)
«Состояние» (англ. The Fortune) — американский кинофильм.

## Сюжет
Действие фильма происходит в 1920-х годах. Ники Уилсон и Оскар Дикс — два афериста. Сейчас они заняты интересным дельцем — обработкой богатой наследницы Фредрики Контессы. Для того, чтобы получить её деньги, они готовы пойти на всё — жениться на ней, выдавить из дома её отца, и даже пойти на убийство.

## В ролях
- Уоррен Битти — Ники Уилсон
- Джек Николсон — Оскар Салливан или Оскар Дикс
- Стокард Чэннинг — Фредрика Контесса Биггарс или просто Фредди / Салливан
- Ричард Шулл — шеф-детектив сержант Джек Повер
- Флоренс Стэнли — миссис Гулд
- Ян Вольф — мировой судья
- Скэтмэн Крозерс — рыбак
- Джон Фидлер — фотограф